# Quin (comté de Clare)
Pour les articles homonymes, voir Quin.
Quin (prononcé : /kwɪn/ ; en irlandais : Cuinche, /ˈkˠin.cə/) est un village dans le sud-est du comté de Clare, une paroisse catholique et une paroisse civile du même nom. En 2016, la population est de 951 habitants.

## Description
Le monument principal du village est l'abbaye de Quin. La structure est toujours présente bien que le bâtiment soit en ruines. L’abbaye a été bâtie sur les fondations d’un ancien château normand et les fondations de trois tours sont encore visibles. Le nom du village est une référence en vieil irlandais aux cinq routes en dehors du village.